# モハンマド・ジャヴァード・ラーリージャーニー
モハンマド・ジャヴァード・アルダシール・ラーリージャーニー（ペルシア語: محمد جواد اردشیر لاریجانی、Mohammad Javad Ardashir Larijani、1951年 - ）は、イランの政治家、ウラマー、研究者。イラン司法権人権本部事務局長でイラン最高指導者の最高顧問。テヘランの理論物理・数学研究所所長兼任。前イラン国会議員、前イラン国会調査センター所長、前外務副大臣。

## 経歴
モハンマド＝ジャヴァード（以下ジャヴァード）は、今でこそ法衣をまとうことはないが、ウラマーの家庭に育ち、伝統的なイスラム高等教育機関ホウゼを卒業後、シャリーフ工科大学で4年間法衣をまとって電気工学を学んだ。その後、海外で研究を続けカリフォルニア大学バークレー校数学科博士課程に在籍。しかし博士課程を修了せず、博士論文も執筆することなく1979年のイスラーム革命でイランに帰国した。
ジャヴァードは、アーヤトッラーのハーシェム・アーモリーの息子で、アリー・ラーリージャーニー現国会議長とサーデグ・ラーリージャーニー現司法府長官を弟に持つ。現国会調査センター所長のアフマド・タヴァッコリーは従兄にあたる。

## 政治的イデオロギー
2008年の記者会見の場でイラン政治犯の大量処刑について尋ねられた際、「イランの出生率は約4%と良好。毎年200万人の新生児が誕生している。自分は楽観的な見通しを持つ前向きな人間」と回答したのは有名。
2010年の米NBCニュースのインタビューで、ジャヴァードは、イランの女性活動家で2003年ノーベル平和賞の受賞者・シーリーン・エバーディーの法律事務所に所属する著名な人権弁護士ナスリーン・ソトゥーデの逮捕を擁護。ソトゥーデは9月に拘留され、「国家安全保障に対する共謀」と「イスラム共和国に対するプロパガンダの流布」の容疑で起訴されている。ジャヴァードはNBCニュースに、イラン当局はソトゥーデが「イラン国家安全保障に対する極めて悪質なキャンペーン」に関与したと確信していると語った。
2011年5月、ジャヴァードは、麻薬密売業者に、イラン国内の自由な通行を許可する可能性を示唆。
2012年1月、イラン司法権人権本部事務局長を務めるジャヴァードは同性愛を「病気」と表現し、同性婚を「不道徳」と断じた。
イスラームにおける男女の問題については「イスラム教は男女の違いを認めており、これは女性の存在に欠陥があるということを意味するのではなく、女性は男性より優れた特徴や能力を備えており、このため、男女を同じものと見ることはできないと考えている」と語っている。

### 核問題
2011年11月、ジャヴァードは、核兵器はイスラームの教えに反すると表明。しかし別の機会には超強硬派の立場を示しイランの原子力エネルギー利用の権利を熱烈に擁護した。
2010年2月のイラン学生通信（ISNA）とのインタビューの中で、ジャヴァードは、「西側諸国はイランの核の要求をすんなりとは受け入れないだろうが、イランは力尽くでも要求を実現しなければならないし、現にそうしている」と語った。さらに「イランはウラン濃縮について（西側と）交渉する必要はない。イエローケーキ（ウラン精鉱）も交渉の必要はなく、核兵器のみ交渉を必要とする。私の考えでは、イランの核戦略の前進は国益に基づかねばならないが、それにはより強力で緻密な外交が必要」と語った。